# Robako
Robako is een historisch merk van motorfietsen.
Robako: Roberts Bartsch & Co., Motorradbau, Berlin (1924-1926).
Dit was een klein Duits bedrijf dat motorfietsen bouwde waarin onder andere 129 cc Bekamo- en 132 cc MGF-tweetaktmotoren werden gehangen.